# فورست هايلتون
فورست هايلتون (بالإنجليزية: Forrest Hylton)‏ هو مؤرخ أمريكي، (و. 1900  م).